# Pycnoporellus
Pycnoporellus Murill (pomarańczowiec) – rodzaj grzybów z rzędu żagwiowców (Polyporales). Należą do niego dwa gatunki.

## Charakterystyka
Grzyby kortycjoidalne o bazydiokarpie rocznym, rozpostartym lub siedzącym, skórzastym. Owocniki siedzące są szeroko przyczepione, półkoliste, lub nieco wydłużone. Powierzchnia jasnopomarańczowa do rdzawej, powierzchnia porów pomarańczowa, pory średnie do dużych, kanciaste, rurki tej samej barwy co pory. Kontekst miękki i włóknisty, pomarańczowy do pomarańczowo-żółtego, wszystkie tkanki w KOH mają kolor ciemnoczerwony. System strzępkowy monomityczny, strzępki generatywne cienkościenne do grubościennych, przeważnie inkrustowane, z prostą przegrodą. W hymenium są nie inkrustowane, przeważnie cienkościenne, rurkowate i wystające cystydy. Bazydiospory cylindryczne do podłużnie elipsoidalnych, cienkościenne, gładkie, szkliste, nieamyloidalne. Zasiedlają martwe drewno drzew iglastych, powodując brunatną zgniliznę drewna.
Pycnoporellus można łatwo rozpoznać po kolorze owocnika od jaskrawopomarańczowego do czerwonopomarańczowego, mikroskopowo przez strzępki z prostą przegrodą i obecność cystyd.

## Systematyka i nazewnictwo
Pozycja w klasyfikacji według Index Fungorum: Pycnoporellaceae, Polyporales, Incertae sedis, Agaricomycetes, Agaricomycotina, Basidiomycota, Fungi.
Synonimy nazwy naukowej: Aurantiporellus Murrill.
Polską nazwę nadał Władysław Wojewoda w 2003 r. W polskim piśmiennictwie mykologicznym rodzaj ten opisywany był także jako huba lub oranżowiec.
Gatunki:
- Pycnoporellus alboluteus (Ellis & Everh.) Kotl. & Pouzar 1963 – pomarańczowiec bladożółty
- Pycnoporellus fulgens (Fr.) Donk 1971 – pomarańczowiec błyszczący

Wykaz gatunków i nazwy naukowe na podstawie Index Fungorum. Nazwy polskie według Władysława Wojewody.